# Jüdischer Friedhof Bolzum

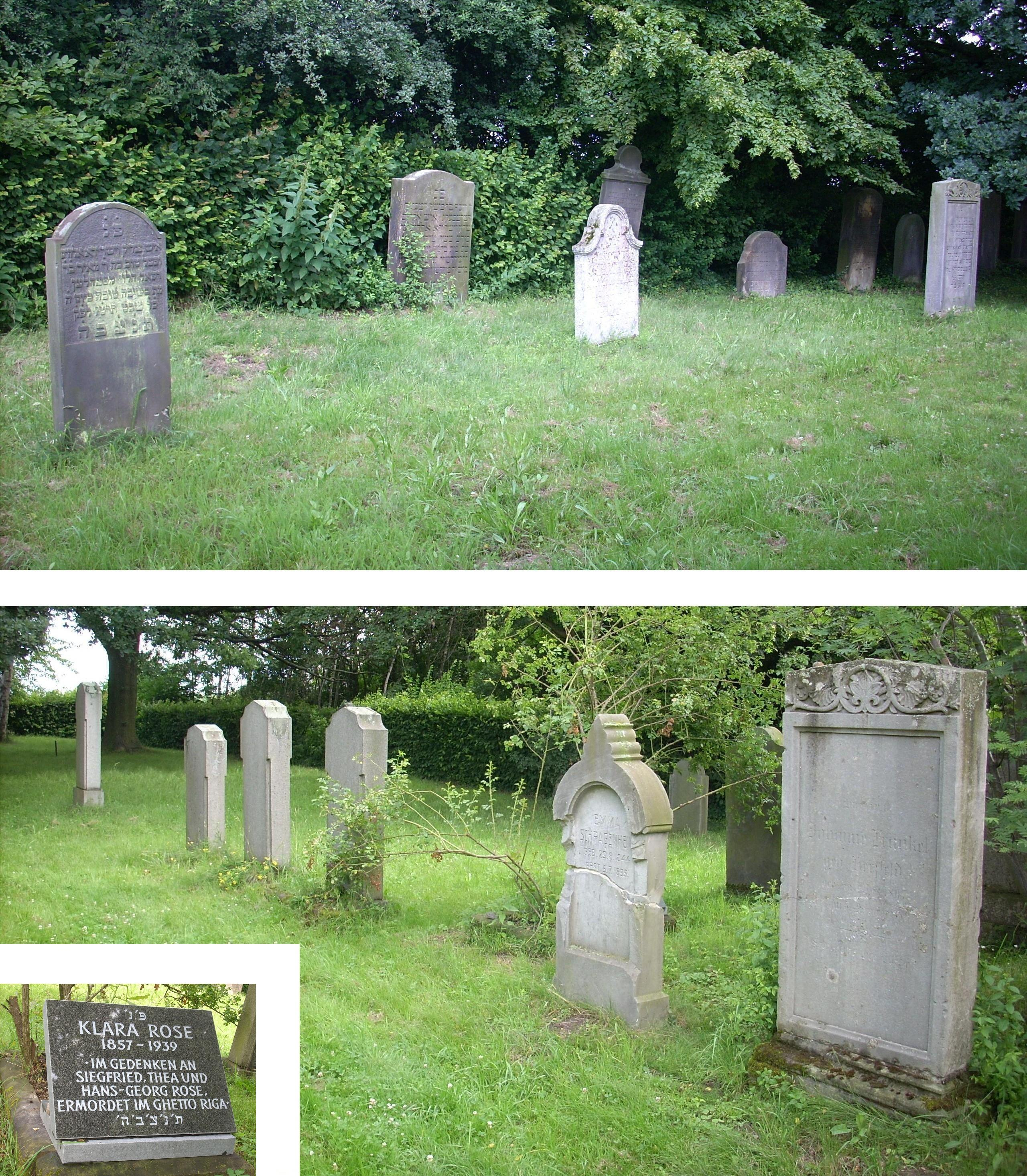
Grabsteine auf dem Jüdischen Friedhof Bolzum

Der Jüdische Friedhof Bolzum ist ein gut erhaltener jüdischer Friedhof in Bolzum, einem Stadtteil von Sehnde in der Region Hannover. Er befindet sich nördlich des Dorfes am Wirtschaftsweg nach Sehnde (Verlängerung der Straße Pfingstanger).
Der Friedhof wurde seit 1825 belegt und enthält 40 Grabsteine. Das letzte Grab (ohne Grabstein) entstand 1939 für Klara Rose. An sie und ihre im Ghetto Riga ermordete Familie erinnert seit 2007 eine Gedenktafel auf ihrem Grab.
Im Jahr 2014 warfen Unbekannte drei Grabsteine des Friedhofs um; zuvor gab es hier mindestens 40 Jahre lang keine derartigen Vorkommnisse. 2017 erhielt der Friedhof einen neuen Zaun.